# Hóvakság
A hóvakság (latinul: photokeratitis; ultraviola keratitis) a szem fájdalmas állapota. Az emberi szem nem megfelelő védelme esetén a nagymértékű természetes vagy mesterséges eredetű ultraibolya (UV) sugárzás idézi elő. A hóvakság a szaruhártya és az érhártya napégéséhez hasonló; általában a sugárzásnak való kitettség után néhány órával jelentkezik.

## Előfordulása
A photokeratitist bármilyen erősségű UV-sugárzás előidézheti. Gyakori betegség azon hegesztő munkások között, akik nem védik a szemüket megfelelően, azaz nem viselnek megfelelő hegesztőpajzsot, vagy hegesztőszemüveget. Okozhatja a helytelen szemüvegben vagy anélkül történő napozás, szoláriumozás. Előidézheti a hóról és jégről (ritkább esetben homokról, vízfelszínről) visszatükröződő természetes napfény is. A friss hó a ráeső UV-sugárzás 80%-át; ezzel szemben a homokos part a 15%-át, a tenger habjai a 25%-át veri vissza. A hóvakság különösen az Északi- és Déli-sark közelében, illetve nagy tengerszint feletti magasságokban jelent problémát, mert a sarkok felé haladva a napsugarak egyre laposabb szögben érkeznek; másrészt az UV-sugárzás intenzitása kb. 300 méterenként 4%-kal nő.

## Tünetei
A gyakori tünetek közé tartozik a fájdalom, az erős könnyezés, a szemhéj rángása, a világosság okozta kellemetlen érzés; valamint az összeszűkült pupillák. A tünetek általában a sugárzás után néhány órával jelennek meg, majd a megjelenést követő 36 órán belül maguktól elmúlnak; habár bizonyos esetekben a pupillák regenerációja 96-120 óráig is eltarthat.

### Diagnózis
Fluoreszcein indikátorral, kék fény alatt kimutatható.

## Kezelése
A fájdalom átmenetileg enyhíthető nyugtató és érzéstelenítő szemcsepp alkalmazásával, folyamatos kezelésként azonban nem alkalmazzák, mert a szem érzéstelenítése akadályozza a szaruhártya gyógyulását; szaruhártyafekélyt, vagy akár a szem elvesztését is okozhatja. Hűvös nedves borogatással és mesterséges könnyekkel enyhíthetőek a tünetek a fájdalom visszatérésekor. Nem szteroidos gyulladáscsökkentő szemcseppeket (NSAID) széles körben alkalmaznak a gyulladások, és fájdalmak enyhítésére, de ezek hatása még nem bizonyított. Szisztémás gyógyszereket csak súlyos esetekben használnak. Ha a kiváltó hatást megszüntetik, a gyógyulás gyors (24-72 óra), a további károsodást megelőzendő sötétszobás elkülönítést kell alkalmazni. A tünetek javulásáig kontaktlencsét viselni, és a szemet dörzsölni nem szabad.

### Megelőzése
A photokeratitis megelőzhető napszemüveg viselésével, ha az képes átengedni a látható fény 5-10%-át, de kiszűri az UV sugarakat. Ezeknek a szemüvegeknek lehetőleg nagy lencsékkel és a szórt fény szándékolatlan szembe jutását megakadályozó oldalvédelemmel kell rendelkezniük. A napszemüveget mindig viselni kell, még borús égbolt esetén is, az UV sugarak ugyanis áthatolnak a felhőkön.
Elveszett, vagy sérült napszemüveg esetén sötét szövetből vagy szalagból is készíthető védőszemüveg, ha azt saját magára vastagon felhajtjuk, majd réseket vágunk bele. A SAS túlélési útmutatója a szem alatti bőr faszénnel való befeketítését javasolja (ahogy az ókori egyiptomiak tették), hogy a további tükröződés elkerülhető legyen.

### Inuit módszer

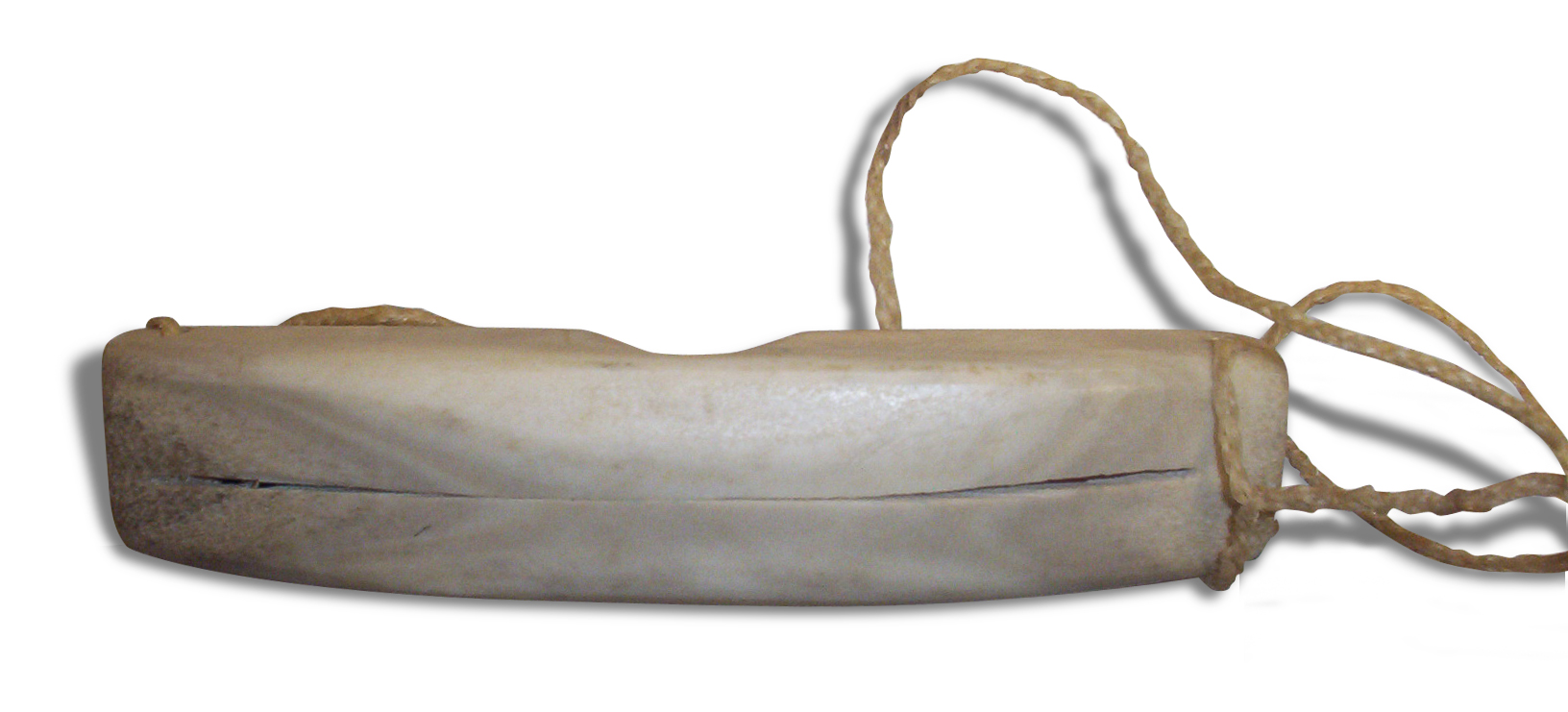
Hagyományos Inuit szemüveg, a hóvakság ellen.

Az eszkimók görbe rénszarvas agancsból készítettek szemüveget, hogy védjék magukat a hóvakság ellen. A szemüveg a görbesége miatt pontosan illeszkedett a használója fejére, valamint volt benne egy barázda az orr számára. Az agancsba egy vékony rést vágtak, amelyen át lehetett még látni, azonban a bejutó UV sugarak mennyiségét jelentősen csökkentette. A szemüveget rénszarvas ín segítségével rögzítették a fejükön.

## Fordítás
Ez a szócikk részben vagy egészben  a   Photokeratitis című angol Wikipédia-szócikk ezen változatának fordításán alapul.  Az eredeti cikk szerkesztőit annak laptörténete sorolja fel. Ez a jelzés csupán a megfogalmazás eredetét és a szerzői jogokat jelzi, nem szolgál a cikkben szereplő információk forrásmegjelöléseként.